# Dark Horse (album, George Harrison)
Dark Horse je pátým studiovým albem anglického hudebníka George Harrisona, které bylo vydáno v prosinci 1974 u Apple Records; následovalo po Living in the Material World.

## Seznam skladeb
Všechny skladby napsal George Harrison, pokud není uvedeno jinak.
Strana 1
1. Hari's on Tour (Express) – 4:43
2. Simply Shady – 4:38
3. So Sad – 5:00
4. Bye Bye, Love (Felice Bryant, Boudleaux Bryant, Harrison) – 4:08
5. Māya Love – 4:24

Strana 2
1. Ding Dong, Ding Dong – 3:40
2. Dark Horse – 3:54
3. Far East Man (Harrison, Ron Wood) – 5:52
4. It Is 'He' (Jai Sri Krishna) – 4:50

bonus u vydání z roku 2014
1. I Don't Care Anymore – 2:44
2. Dark Horse (Early Take) – 4:25

## Obsazení
- George Harrison – zpěv (2–9), elektrická a akustická kytara (1–9), moog (4, 9), clavinet (3, 4), varhany (6), baskytara (4), perkusy (4, 5, 6, 9), gubguba (9), bicí (4), doprovodný zpěv (2–6, 8, 9)
- Tom Scott – saxofony (1, 2, 5, 6, 8), flétna (7, 9), aranže lesních rohů (1, 2, 5, 6, 8), organ (1)
- Billy Preston – elektrické piano (5, 7, 8), varhany (9), piano (9)
- Willie Weeks – baskytara (3, 5, 7–9)
- Andy Newmark – bicí (5, 7–9), perkusy (8)
- Jim Keltner – bicí (3, 6, 7)
- Robben Ford – elektrická kytara (1, 2), akustická kytara (7)
- Jim Horn – flétna (7, 9)
- Chuck Findley – flétna (7, 9)
- Emil Richards – percusy (7, 9)
- Ringo Starr – bicí (3, 6)
- Klaus Voormann – baskytara (6)
- Gary Wright – piano (6)
- Nicky Hopkins – piano (3)
- Roger Kellaway – piano (1, 2), varhany (2)
- Max Bennett – baskytara (1, 2)
- John Guerin – bicí (1, 2)
- Ron Wood – elektrická kytara (6)
- Alvin Lee – elektrická kytara (6)
- Mick Jones – akustická kytara (6)
- Derrek Van Eaton – doprovodný zpěv (7)
- Lon Van Eaton – doprovodný zpěv (7)

## Umístění v žebříčcích
| Žebříček (1974–75)                 | Pozice |
| ---------------------------------- | ------ |
| Austrálie Kent Music Report        | 47     |
| Rakousko Albums Chart              | 10     |
| Kanada RPM Top Albums              | 42     |
| Nizozemsko Dutch MegaCharts Albums | 5      |
| Japonsko Oricon LP Chart           | 18     |
| Nový Zéland Albums Chart           | 29     |
| Norsko VG-lista Albums             | 7      |
| USA Billboard Top LP's & Tape      | 4      |
| NSR Media Control Albums           | 45     |

## Ocenění a prodej alba
| Země               | Organizace | Ocenění | Prodej   |
| ------------------ | ---------- | ------- | -------- |
| USA                | RIAA       | Gold    | 500,000+ |
| Spojené království | BPI        | Silver  | 60,000+  |

| Země     | Prodejce | Ks      |
| -------- | -------- | ------- |
| Japonsko | Oricon   | 46,000+ |